# Loddes
Loddes – miejscowość i gmina we Francji, w regionie Owernia-Rodan-Alpy, w departamencie Allier.

## Demografia
Według danych na rok 1990 gminę zamieszkiwało 190 osób, a gęstość zaludnienia wynosiła 8 osób/km². W styczniu 2015 r. Loddes zamieszkiwało 165 osób, przy gęstości zaludnienia wynoszącej 6,9 osób/km².